# Ophiomitrella mensa
Ophiomitrella mensa är en ormstjärneart som beskrevs av Colonel O'Hara och Sabine Stöhr 2006.
Ophiomitrella mensa ingår i släktet Ophiomitrella och familjen knotterormstjärnor. Inga underarter finns listade i Catalogue of Life.